# Felix Arnold (Bauforscher)
Felix Arnold (* 1972) ist ein deutscher Bauforscher.

## Leben
Felix Arnold ist der Sohn der Ägyptologen Dorothea und Dieter Arnold sowie Enkel von Wolfgang Schadewaldt.
Arnold wuchs auf Ausgrabungen seiner Eltern in Luxor, El-Lischt und Dahschur auf, ab 1984 war er dort als Zeichner tätig. Seine ersten wissenschaftlichen Arbeiten publizierte er 1989, seine erste Monographie erschien 1990. Nach dem Schulabschluss in Montclair, New Jersey nahm er an Notgrabungen des ägyptischen Antikendienstes im Nordsinai teil, entschied sich dann aber für ein Architekturstudium, das er 1998 an der Universität Karlsruhe abschloss. Seine am Schweizerischen Institut für ägyptische Bauforschung und Altertumskunde in Kairo angefertigte Arbeit zu spätantiken Wohnhäusern auf Elephantine wurde im Jahr 2000 an der Universität Karlsruhe als Doktorarbeit angenommen. 1999/2000 erhielt er das Reisestipendium des Deutschen Archäologischen Instituts. Von 2001 bis 2004 bearbeitete er als Auslandsstipendiat am DAI Madrid den islamischen Palast von Almería. Von 2005 war er Referent für Baugeschichte am DAI Madrid und grub in Munyat ar-Rummaniya bei Córdoba. Von 2011 bis 2016 war er Referent für Baugeschichte an der Abteilung Kairo des Deutschen Archäologischen Instituts und arbeitete in Elephantine und Dahschur, wo er unter anderem einen Garten des Königs Snofru entdeckte. 2012 wurde er an der TU München habilitiert, mit Schwerpunkt im Bereich Baugeschichte. 2015 war er als research fellow in Dumbarton Oaks, Washington, D.C. Als Referent für Baugeschichte an der Abteilung Madrid des Deutschen Archäologischen Instituts leitete er ab 2017 Grabungen in Madinat al-Zahra, deren Ergebnisse unter anderem in einem Dokumentarfilm präsentiert worden sind. Seit 2021 ist er Zweiter Direktor des Deutschen Archäologischen Instituts Madrid.
Arnolds Hauptforschungsgebiete sind die islamische Architektur, insbesondere der Palastbau, sowie die altägyptische Architektur. Er setzt sich für die Untersuchung der Zusammenhänge zwischen architektonischem Raum und Gesellschaft ein und fördert den Nachwuchs der archäologischen Bauforschung.

## Veröffentlichungen (Auswahl)
- The South Cemeteries of Lisht II. The Control Notes and Team Marks (= Publications of the Metropolitan Museum of Art Egyptian Expedition. Band 23). Metropolitan Museum of Art, New York 1990, ISBN 978-0-300-09161-8 (Digitalisat).
- Elephantine XXX. Die Nachnutzung des Chnumtempelbezirks – Wohnbebauung der Spätantike und des Frühmittelalters (= Archäologische Veröffentlichungen. Deutsches Archäologisches Institut, Abteilung Kairo 116). Zabern, Mainz 2003, ISBN 3-8053-2961-X (Dissertation).
- Der islamische Palast auf der Alcazaba von Almería (= Madrider Beiträge 30). Reichert, Wiesbaden 2008, ISBN 978-3-89500-587-9.
- Munyat ar-Rummānīya. Ein islamischer Landsitz bei Córdoba. Palastanlagen (= Madrider Beiträge 34). Reichert, Wiesbaden 2015, ISBN 978-3-95490-066-4.
- Islamic Palace Architecture in the Western Mediterranean. A History. Oxford University Press, New York 2017, ISBN 978-0-19-062455-2.
- Munyat ar-Rummānīya. Die Gartenanlagen (= Madrider Beiträge 39). Reichert, Wiesbaden 2021, ISBN 978-3-95490-407-5.
- Ancient Egyptian Architecture in Fifteen Monuments. Cairo University Press, Kairo 2022, ISBN 978-1-61797-283-6.
- Vom Fragment zum Bauwerk. Architektur in der Archäologie. Ediciones Asimetricas, Madrid 2023, ISBN 978-84-19050-97-7.